# Friedrich von Flotow

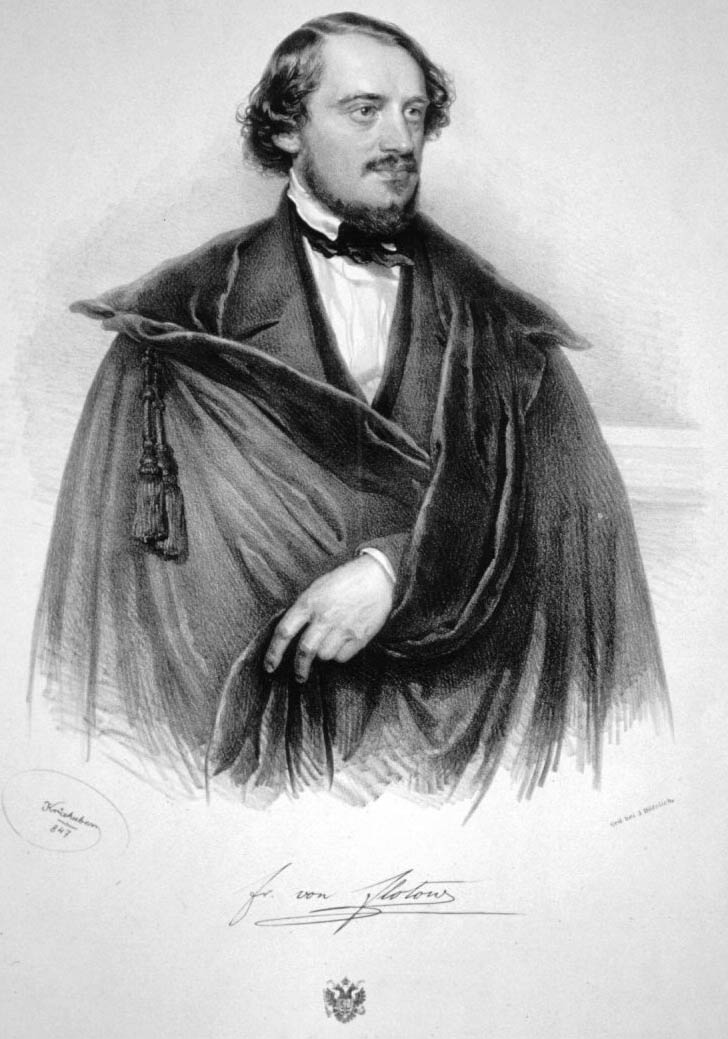
Friedrich von Flotow

Friedrich Ferdinand Adolph von Flotow, född  27 april 1812 på godset Teutendorf i Mecklenburg, död 24 januari 1883 i Darmstadt, var en tysk friherre och tonsättare. 
Flotow studerade för Anton Reicha i Paris och fick efter att han gjort sig känd genom några ungdomsarbeten, av direktören för Renaissanceteatern i Paris i uppdrag att komponera operan Le naufrage de la Méduse (1839), som inom ett år upplevde 54 föreställningar. Därpå följde bland annat operorna L'esclave de Camoëns (1843), Alessandro Stradella (1844; i Stockholm 1847) och Martha (1847; i Stockholm 1850), av vilka de båda sistnämnda med framgång gavs på de flesta operascener. Av hans senare verk bör främst nämnas Die Grossfürstin Sophia Catharina (1850; Storfurstinnan, 1852) och Indra (1853). 
Flotow skrev även bland annat operorna Pianella (1860; i Stockholm 1884), L'ombre (1870) samt de postuma Rosellana och Die Musikanten, vidare musik till William Shakespeares Vintersaga, liksom bland annat uvertyrer, trios och sånger. Åren 1856–63 var han intendent vid hovteatern i Schwerin. Sedermera vistades han mest i Paris, Wien och Italien. Flotow ansågs, efter Konradin Kreutzer och Albert Lortzing, såsom Tysklands främste kompositör av komiska operor, trots att hans stil var betydligt mer fransk än tysk. Hans biografi skrevs av hans änka (1892).